# Негрени (Ботошани)
Негрени (рум. Negreni) насеље је у Румунији у округу Ботошани у општини Штиубиени. Oпштина се налази на надморској висини од 135 m.

## Становништво
Према подацима из 2002. године у насељу је живело 914 становника, од којих су сви румунске националности.